# 君野順三
君野 順三（きみの じゅんぞう、明治16年（1883年） - 昭和29年（1954年））は日本の弁護士、政治家。元鳥取市会議員（議長）、鳥取県会議員。元鳥取弁護士会会長。
元若桜町町長君野秀三の兄。弁護士君野駿平の父。長女は弁護士上原準三の妻。

## 経歴
鳥取県八頭郡若桜町若桜に生まれた。君野良平の長男。
明治34年（1901年）東京法学院（現中央大学）卒業。弁護士試験に合格し鳥取市で弁護士を開業。明治41年（1908年）に判事となり松江地方裁判所に勤務したが、再び鳥取市に戻って弁護士生活を始めた。
大正6年（1917年）鳥取市会議員となって電灯市営論が政治･社会問題化すると愛市団に参加。
大正8年（1919年）に再選され市会議長に推され、鳥取弁護士会副会長にもなった。さらに市会議員に3選を果たし議長となったが1926年退職し弁護業務に専念した。
昭和3年（1928年）鳥取県会議員に当選し議員生活に入るとともに、鳥取弁護士会会長に就任し活躍した。

## 家系
- 君野家の歴史によると

｢君野家の家紋は蝶。蝶は平家の家紋である。君野は鳥取の若桜町にある名前で、平家の落人だった。しかも、讃岐屋を名乗っていたことから元は塩飽諸島の海族（海人）だったのではないかと思う。平家と源氏の闘いは天皇を巻き込み、幼かった君は海へと消えたといわれる。…先祖は若桜にたどり着き、讃岐屋として庄屋になり町の人達と共に知恵を出し合い暮らしていった。…｣という。